# 新プラトン主義とキリスト教
新プラトン主義とキリスト教。新プラトン主義（ネオプラトニズム）は西洋において古代末期から中世を通じてキリスト教神学に大きな影響を与えてきた。これは特に、(1)プロティノスやテュロスのポルピュリオスといった初期のネオプラトニストから影響を受けたヒッポのアウグスティヌス、(2)プロクロスやダマスキオスといった後期ネオプラトニストから影響を受けた偽ディオニュシオス・ホ・アレオパギテースと呼ばれるキリスト教著述家らによるものである。

## 古代末期
悪の起源である善の欠如(en:privatio boni)や、その善の欠如が人間の罪に由来することといった新プラトン主義の中心教義は、ヒッポのアウグスティヌスによって、彼のマニ教からキリスト教への遍歴の上で一時的に哲学的問題として扱われたのみであった。おそらくもっと重要なことに、プロティノスやポルピュリオスの著作において強調されている、神つまり一者と出会うための手段としての神秘的瞑想はアウグスティヌスに深く影響した。アウグスティヌスはその著書「告白」において、明らかに新プラトン主義のモデルに従っている少なくとも二つの神秘的体験について述べている。「告白」第7巻の「プラトニストの書」という節で彼が重要な発見をしたと述べているところによれば、アウグスティヌスは霊的実体としての神及び人の魂の概念を新プラトン主義に負っている。
387年に改宗して数年後に「真の信仰について」という論文を書いて、アウグスティヌスのキリスト教は新プラトン主義によってさらに磨き上げられたが、最終的にアウグスティヌスは新プラトン主義を完全に放棄して自身の聖書解釈に基づいたキリスト教を選んだ。
他にも多くのキリスト教徒が、特に新プラトン主義の一者つまり神をヤハウェと同一視することによって新プラトン主義から影響を受けた。その中で最も影響力があったのはアンモニオス・サッカスから教えを受けたかもしれないオリゲネス(後世に異教徒のオリゲネスと呼ばれる人物がアンモニオス・サッカスから教えを受けたオリゲネスだったかもしれないのでこれは確実ではない)や、偽ディオニュシオス・ホ・アレオパギテースの名で知られる5世紀後半の著述家であろう。  
新プラトン主義はグノーシス主義ともつながりを持ったが、プロティノス自身は著書「エンネアデス」第2巻第9論文においてグノーシス主義を非難している。「エンネアデス」第2巻第9論文には「宇宙の創造者や宇宙それ自体が悪であると主張する者どもに抗して」(一般的には「グノーシス主義者らに抗して」として知られる)という表題がつけられている。 
ネオプラトニストらは自分たちがプラトンの思想に基づいていると信じていたために、プラトンがティマイオスで論じた、物質的世界つまりコスモスの創造者であるデーミウルゴスに対するグノーシス主義者たちの中傷を拒絶した。John D. Turner教授のような学者は新プラトン主義を正統派プラトン哲学と呼んできたが、これは部分的には、プロティノスが「エンネアデス」を通じてプラトン哲学の定まった解釈を論駁しようとしたことによるのかもしれない。プロティノスはグノーシス主義者たちが本来のプラトンの教説を崩壊させたと信じていた。 
こういった哲学がキリスト教に影響を与えたにもかかわらず、ユスティニアヌス1世は再建されたアカデメイアを529年に閉鎖することによって後期新プラトン主義に損害を与えた。アカデメイアが閉鎖されたのに続いて、世俗的なコンスタンティノープル大学が開学した。コンスタンティノープル大学はこれ以前は公式には大学と呼ばれなかったが、実質的には425年にマグナウアの宮殿広間の大学として創建されていた。コンスタンティノープル大学は大学と呼ばれる前から長年にわたって学術的な公共機関であった。元々の機関はテオドシウス2世によって作られた。

## 中世
偽ディオニュシオスは後の時代にキリスト教の正教会・カトリック教会両宗派にとって重要となった。彼の著作は9世紀にヨハネス・スコトゥス・エリウゲナによってラテン語に翻訳された。
中世には、新プラトン主義の思想は、カバラ主義者の盲目のイサクやユダヤ教・新プラトン主義哲学者で自身の一神論の光のもとに新プラトン主義を改造したソロモン・イブン・ガビーロールといったユダヤ教思想家に影響を与えた。新プラトン主義の思想はファーラービーやイブン・スィーナーといったイスラーム思想家・スーフィズム思想家にも影響を及ぼした。
新プラトン主義は独立した伝統としてキリスト教東方世界でも生き残り、ゲオルギオス・ゲミストス・プレトンによって西洋に再紹介された。
偽ディオニュシオスの著作を通じて、新プラトン主義の思想はあらゆるキリスト教神秘主義および否定神学に大きな影響を与えることとなった。
シャルトル聖堂学派は中世にプラトン主義や新プラトン主義の思想を普及させた点で重要である。

## ルネサンス
マルシリオ・フィチーノは、プラトン全集はもちろんプロティノスやプロクロスもラテン語に翻訳しており、ルネサンス期の新プラトン主義の大復興の中心人物であった。彼の友人のピコ・デラ・ミランドラもまたこの運動の主要人物である。プロティノス哲学に対する新たな関心は「ケンブリッジ・プラトン学派」(ベンジャミン・ウィチカット、ラルフ・カドワース、ジョン・スミス、ヘンリー・モアなど)の理性的な神学・哲学に貢献した。ルネサンス期の新プラトン主義はまた、様々な形の秘教的キリスト教と部分的に重なり、あるいは徐々に移行していった。

## キリスト教的プラトン主義
キリスト教的プラトン主義は、プラトンが考え、キリスト教教会に影響した、魂は善く肉体は悪いと考える二元論のことである。メソジスト教会によれば、キリスト教的プラトン主義は直接的に「神が、御自身が創造なさった万物を善いとおっしゃったという聖書の記述と矛盾する」。